# Aubigny-sur-Nère

Aubigny-sur-Nère este o comună în departamentul Cher, Franța. În 1 ianuarie 2022 avea o populație de 5.464 de locuitori.